# Терористичний акт у місті Іскандарія
Терористичний акт 25 березня 2016 року стався у селі Аль-Асрія, неподалік від міста Іскандарія у мухафазі Бабіль, Ірак, на території, де проживають і суніти, і шиїти.
Смертник підірвав себе у натовпі після футбольного матчу місцевих команд. Внаслідок вибуху загинула принаймні 41 людина, поранено понад 105. Мер Ахмед Шакер загинув від отриманих поранень у лікарні. Ісламська Держава взяла на себе відповідальність за це.
Вибух стався під час вручення нагород після матчу. Згідно зі свідченнями очевидців, терорист пройшов через натовп, щоб наблизитися до центру і підірвав себе під час виступу мера, який представив нагороди. Жертвами нападу стало багато молодих хлопців; за повідомленнями іракської влади, загинуло принаймні 17 хлопців у віці від 10 до 16 років

## Реакція
- У мухафазі Бабіль оголосили триденний траур[3].
- : Генеральний секретар ООН Пан Гі Мун, який перебував з візитом у країні, засудив теракт[3]
- ФІФА: Джанні Інфантіно, президент ФІФА, сказав: «Це дуже сумний день, коли люди, йдучи на матч разом, стають жертвами такої жорстокості»[3].
- Азійська конфедерація футболу: АФК засудила напад у своєму повідомленні: «Використання футболу та спортивних стадіонів як сцени для цих огидних проявів жорстокості є актом боягузливим, абсолютно нечесним і неперебірливим»[3].